# Jean-Yves Tadié
Pour les articles homonymes, voir Tadié.
Jean-Yves Tadié, né le 7 septembre 1936 à Boulogne-Billancourt, est un écrivain et biographe français, professeur émérite à l'université Paris-Sorbonne.

## Biographie
Ancien élève de l'École normale supérieure de la rue d'Ulm (promotion 1956), il est agrégé de lettres classiques (1959) et docteur ès lettres (1970).
Biographe et spécialiste de Marcel Proust, il a dirigé, en 1987, la nouvelle édition d’À la recherche du temps perdu dans la Bibliothèque de la Pléiade, couronnée en 1988 par le prix de l'Académie française. Il a dirigé et préfacé, dans la Bibliothèque de la Pléiade, les Œuvres complètes de Nathalie Sarraute, le premier volume des Écrits sur l'art d'André Malraux (Gallimard, 2004), ainsi que le tome VI des Œuvres complètes du même écrivain, publié sous le titre Essais (Gallimard, 2010).
Il a notamment préfacé Le Vicomte de Bragelonne d'Alexandre Dumas (Gallimard, coll. « Folio classique », 1997), trois inédits d'André Malraux : Carnet du Front populaire (Gallimard, 2006), Carnet d'URSS 1934 (Gallimard, 2007), Lettres choisies 1920-1976 (Gallimard, 2012), Lettres à sa voisine de Marcel Proust (Gallimard, 2013) et Les amis de Marcel Proust de Georges Cattaui (L'Herne, 2022 ; il s'agit d'une réédition de Proust documents iconographiques, Pierre Cailler, Genève, 1956).
J.-Y. Tadié a été directeur de l'Institut français de Londres, a enseigné à l'université d'Oxford et dans celles de Yaoundé, d'Alexandrie, du Caire. Il est commandeur dans l'ordre des Arts et des Lettres depuis 2011 et vice-président de la Société des amis de Marcel Proust et des amis de Combray.
Il a été directeur des collections « Folio classique » et « Folio théâtre » chez Gallimard.
Il a été élu le 20 mars 2019 membre correspondant de l'Académie des Beaux-Arts (Institut de France).

## La phrase proustienne selon Jean-Yves Tadié
- « Pour que la phrase soit « proustienne », il faut qu'elle soit construite à la manière latine, c'est-à-dire structurée, qu'elle comporte des images poétiques, des éléments comiques et des éléments de connaissance. Y parvenir n'est pas aisé. La longueur des phrases n'a rien à voir avec le style proustien. On trouve chez lui de très belles phrases courtes, dont certaines ressemblent à des maximes du XVIIe siècle »[4].

## Décorations
- Commandeur de l'ordre des Arts et des Lettres
- Chevalier de la Légion d'honneur
- Chevalier de l'ordre national du Mérite

## Ouvrages publiés
Liste non exhaustive.

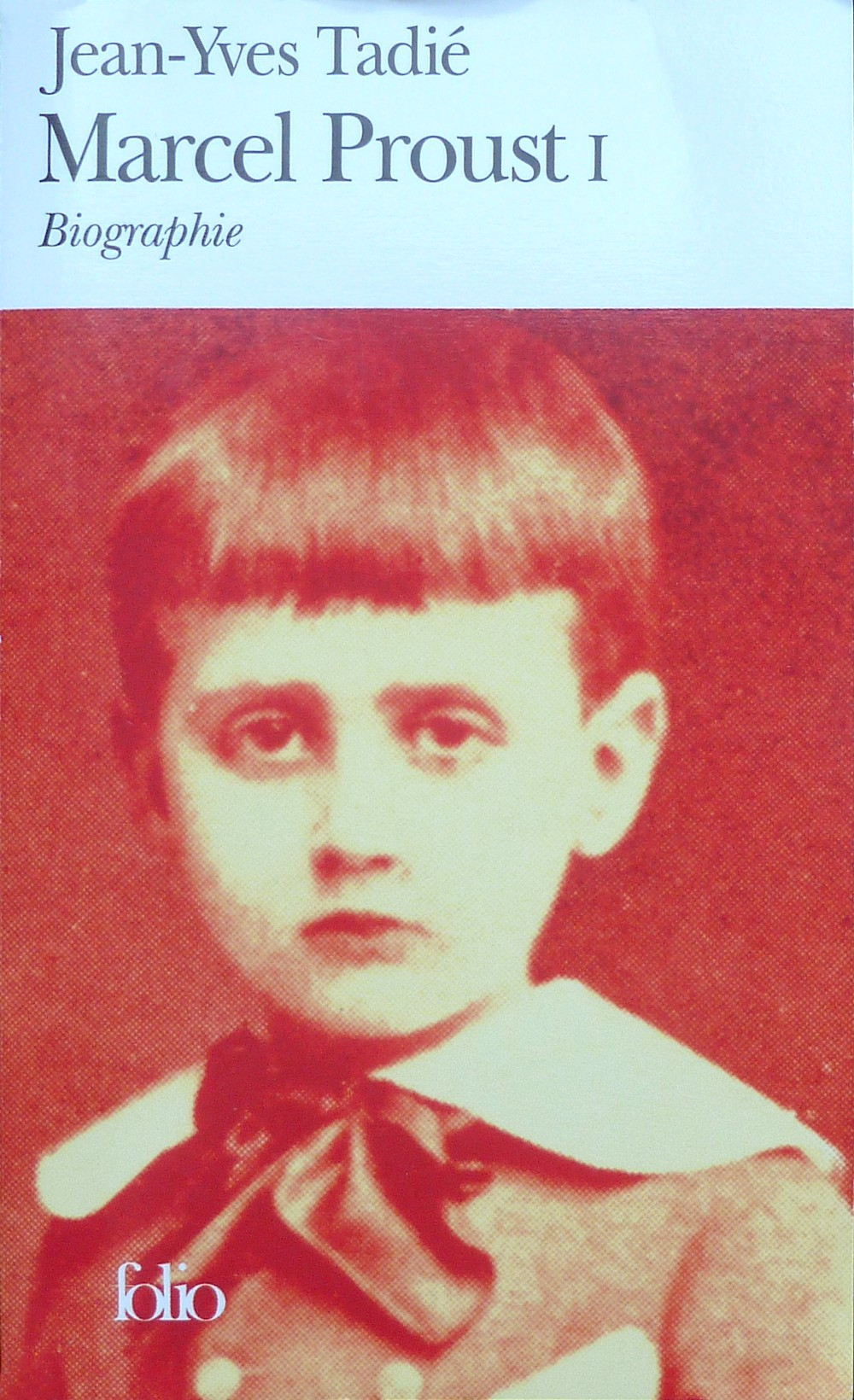

- Introduction à la vie littéraire du XIXe siècle, Bordas, 1971.
- Lectures de Proust, Armand Colin, 1971.
- Proust et le Roman, Gallimard, 1971.
- Le Récit poétique, PUF, 1978 ; Gallimard, 1994.
- Le roman d'aventures, Paris, Presses universitaires de France, coll. « Écriture » (no 12), 1982, 220 p. (ISBN 2-13-037455-7). Réédition : Le roman d'aventures, Paris, Gallimard, coll. « Tel » (no 396), 2013, 219 p. (ISBN 978-2-07-013966-8).
- Proust, le dossier, Pierre Belfond, coll. « Agora », 1983 (traduit en japonais, en allemand, en italien).
- La Critique littéraire au XXe siècle, Belfond, 1987 (traduit en japonais, en portugais, en grec, en turc, en arabe et en chinois, et deux fois en persan); Pocket, coll. « Agora », 1997.
- Études proustiennes I à VI, Gallimard, 1973-1988.
- Le Roman au XXe siècle, Belfond, 1990.
- Portrait de l’artiste, Oxford University Press, 1991.
- Marcel Proust, biographie, Gallimard, 1996 (Prix Nouveau Cercle Interallié 1996)(traduit en anglais, en italien et en ukrainiеn). Édité en deux tomes dans la collection Folio (no 3213 - 3214), 1999  (ISBN 978-2070408870) et  (ISBN 978-2070409808).
- Le Sens de la mémoire (avec Marc Tadié), Gallimard, 1999.
- Proust, la cathédrale du temps, Gallimard, coll. « Découvertes Gallimard / Littératures » (no 381), 1999, (traduit en chinois traditionnel à Taïwan, 2001).
- Regarde de tous tes yeux, regarde ! Gallimard, 2005.
- De Proust à Dumas, Gallimard, 2006.
- Le songe musical, Claude Debussy, Paris, Gallimard, coll. « L’un et l’autre », 2008, 234 p. (ISBN 978-2-07-078684-8)
- Le Lac inconnu. Entre Proust et Freud, Gallimard, coll. "Connaissance de l'inconscient", 2012.
- Le roman d’hier à demain, avec Blanche Cerquiglini. Gallimard, 2012.  (ISBN 978-2070137015)
- "Mes frontières", article paru dans Approches : Aux frontières (revue), Paris (no 159), septembre 2014 (présentation en ligne, lire en ligne)
- Sophie Nauleau et Jean-Christophe Ballot (photographe) (préf. Jean-Yves Tadié), Pour le jardin des serres d’Auteuil, Paris, Gallimard, coll. « Hors série Alternatives », 1er octobre 2015, 97 p. (ISBN 978-2-07-264818-2)
- Marcel Proust. Croquis d'une épopée, Gallimard, coll. Blanche, 2019
- André Malraux. Histoire d'un regard, Gallimard, coll. Blanche, 2020
- Proust et la société, Gallimard, 2021.
- L'autre côté du temps (1939-1968) Mémoires, Plon, 2024.

## Éditions critiques
- Marcel Proust, À la recherche du temps perdu, Gallimard, coll. « Bibliothèque de la Pléiade », 1987-1989.
- Nathalie Sarraute, Œuvres complètes, Gallimard, Bibliothèque de la Pléiade, 1996.

## Essais
- La littérature française : dynamique & histoire. I, Jean-Yves Tadié, Michel Delon, Françoise Mélonio, Bertrand Marchal, Jacques Noiray et Antoine Compagnon, Gallimard, 2007, 765 p.  (ISBN 978-2-07-041885-5)
- La littérature française : dynamique & histoire. II, Jean-Yves Tadié, Michel Delon, Françoise Mélonio, Bertrand Marchal, Jacques Noiray et Antoine Compagnon, Gallimard, 2007, 929 p.  (ISBN 978-2-07-041886-2)